# Khushab
Khushab (Urdu خُوشاب) ist die Hauptstadt Distrikts Khushab in der Provinz Punjab in Pakistan.

## Geschichte
Khushab soll 1503 gegründet worden sein, die Verteidigungsmauer der Stadt wurde 1593 errichtet. Im Laufe der Geschichte gab es oft Überschwemmungen, die die Stadt vollständig zerstörten. Im Jahr 1867 wurde Khushab ein Bezirksort. Im 21. Jahrhundert wurde nahe der Stadt ein Atomkraftwerk gebaut, welches ein wichtiger Bestandteil des pakistanischen Kernwaffenprogramms ist. Vermutlich kann die Anlage kleine Atombomben mit kurzer Reichweite produzieren.

## Bevölkerungsentwicklung
| Zensusjahr | Einwohnerzahl |
| ---------- | ------------- |
| 1972       | 43.391        |
| 1981       | 56.274        |
| 1998       | 87.294        |
| 2017       | 119.384       |